# Radhika Desai
Radhika Desai (* 1963) ist eine indische Politikwissenschaftlerin. Sie ist Professorin und Direktorin der Geopolitical Economy Research Group an der kanadischen University of Manitoba.

## Vita
Nach erfolgreichem Bachelor-Studium der Politikwissenschaft an der indischen Maharaja Sayajirao University of Baroda setzte Desai ihre akademische Ausbildung an der kanadischen Queen’s University fort, wo sie 1986 das Master-Examen ablegte und 1992 zur Ph.D. promoviert wurde. Von 1999 bis 2006 lehrte sie an der University of Victoria, seit 2006 ist sie an der University of Manitoba. 2000 war sie Gastprofessorin an der indischen Bangalore University, 2008 war sie Research Fellow am Zentrum Moderner Orient in Berlin und 2009 akademischer Gast der London School of Economics and Political Science.
Radhika Desai ist (Stand 2020) Präsidentin der Society for Socialist Studies.

## Positionen
Desai macht eine neue Form des Neoliberalismus aus, die sie „pseudo-civic neoliberalism“ nennt. Bei dieser wird der kapitalistische Wettbewerb und die Kaufentscheidung des Konsumenten durch den Staat als Hauptabnehmer abgelöst, der überteuerte patententierte Produkte von den Monopolen kauft und scheinbar kostenlos, jedoch durch Steuern finanziert, an die Konsumenten verteilt. Z.B. bei Medizinprodukten und Impfstoffen. Dabei wird die Verflechtung von Kapital und Staat auf ein neues Level gehoben und Organisationen wie die Bill & Melinda Gates Foundation erhalten quasi Staatsmacht.

## Schriften (Auswahl)

### Gedruckte Bücher
- Geopolitical economy. After US hegemony, globalization and empire. Pluto Press, London 2013, ISBN 978-0-7453-2992-5.
  - Geopolitische Ökonomie. Die Nachfolgerin von US-amerikanischer Hegemonie, Globalisierung und Imperialismus. Mangroven Verlag, Kassel 2020, ISBN 978-3-946946-11-3.
- Developmental and cultural nationalisms. Routledge, London/New York 2009, ISBN 978-0-415-46928-9.
- Slouching towards Ayodhya. From Congress to Hindutva in Indian Politics. Three Essays Press, Neu-Delhi 2002, ISBN 81-88394-06-8.
- Intellectuals and socialism: „Social Democrats“ and the British Labour Party. Lawrence & Wishart, London 1994, ISBN 978-0-85315-795-3.

### E-Books
- Mit Kari Levitt: Karl Polanyi and twenty-first-century capitalism. Manchester University Press, Manchester 2020, ISBN 978-1-5261-2789-1.
- Analytical gains of geopolitical economy. Emerald Group Publishing Limited, Bingley 2016, ISBN 978-1-78560-336-5.
- Theoretical engagements in geopolitical economy. Emerald Group Publishing Limited, Bingley 2015, ISBN 978-1-78560-294-8.